# Charles Nguela
Charles Elie Nguela (* 20. Oktober 1989 in Kinshasa, Zaire, heute Demokratische Republik Kongo) ist ein Schweizer Kabarettist und Stand-up-Comedian.

## Leben und Wirken
Charles Nguela wurde 1989 als Sohn von Leon Nguela und Philomena Nzumba Muanga in Zaire geboren. Teile seiner Kindheit verbrachte er in Südafrika. 2002 kam Nguela mit seiner Mutter und seiner Schwester ins schweizerische Lenzburg im Kanton Aargau. Er beendete die Oberstufe, begann eine Lehre als Gastronomiefachmann, konzentrierte sich dann aber zunächst auf den Leistungssport (Leichtathletik). Es folgte eine Lehre zum Drucktechnologen. Er bildete sich im Bereich Color Management weiter und arbeitete bis 2017 als Sales and Product Manager.
Nguela, der durch Wortwitz und eine ihm eigene Erzählkunst auffiel, wurde von Freunden ermuntert, 2011 am Gauklerfestival in Lenzburg erstmals als Stand-up-Comedian aufzutreten. Ein halbes Jahr später schloss er seinen ersten Agenturvertrag ab. Es folgten Auftritte in Comedy-Shows, wie zum Beispiel bei Giacobbo/Müller oder bei Das Zelt. Im KiFF hatte er eine eigene Show unter dem Namen Charly’s Comedy Club.
2014 gewann Nguela den Jurypreis und den Publikumspreis bei den Swiss Comedy Awards für sein erstes abendfüllendes Programm "Schwarz-Schweiz". 2019 wurde sein zweites Soloprogramm "Helvetia's Secret" für den Swiss Comedy Award nominiert, und 2022 gewann er mit seinem dritten Programm "R.E.S.P.E.C.T." den Preis in der Sparte Solo und Publikumsliebling.
2018 bestritt er mit englischsprachigem Programm eine USA-Tour zusammen mit dem Basler Komiker, Moderator und Schauspieler Joël von Mutzenbecher.
Er engagiert sich ehrenamtlich für Unicef Schweiz für Kinderrechte, End Aids Now und Blutspende SRK Schweiz.
Nguela lebt in Muttenz, Baselland.

## Karriere
- 2011: Auftritt als Comedian: Gauklerfestival, Lenzburg[5]
- 2013: Charly’s Comedy Club[6]
- 2014: Erster TV-Auftritt in der Sendung «Giacobbo/Müller»     im Schweizer Fernsehen[7]
- 2014: Comedy-Soloprogramm «Schwarz-Schweiz»[8]
- 2017: Charles Nguela als «Champiuns»-Reporter in der Begleitsendung des Schweizer Fernsehens SRF zur 44. Alpinen Skiweltmeisterschaft in St. Moritz[9]
- 2018: Premiere des zweiten Soloprogramms «Helvetia’s Secret» im Zürcher «Kaufleuten»[10]
- 2018: USA-Tour (New York & Los Angeles) mit Komiker Joël von Mutzenbecher
- 2019: Auftritt am Arosa Humorfestival[11]
- 2019: Hauptrolle im Theaterstück «Robocare» im Casinotheater Winterthur[12]
- 2019: Ensemble-Show «7Sieche»[13]
- 2019: SRF-Sendung «Gerber vs. Nguela»[14]
- 2019: Charles Nguela wird Botschafter für die Unicef Schweiz[15]
- 2019: Moderation der Mixedshow: Comedy im KUGL (St. Gallen)[16] und der «Laureus»-Sportlergala[17]
- 2020: Teilnahme an der SRF-Show «Darf ich bitten?»[18]
- 2020: TV-Soloshow auf SRF mit «Helvetia’s Secret»[19]
- 2020: Teilnahme in der TV-Sendung «Gredig direkt» von SRF zu «Black Lives Matter»[20]
- 2021: Das neue Format «Comedy im KIFF», Aarau, ersetzt «Charly’s Comedy Club»[21]
- 2021: Premiere des dritten Soloprogramms «R.E.S.P.E.C.T.» im Plaza Club, Zürich[22]
- 2021: Soloshow am Arosa Humorfestival[23]
- 2021: Gameturnier gegen Komiker Kaya Yanar im Grand Casino Baden[24]
- 2022: «Stand Up 3000» bei Comedy Central (Deutschland)[25]
- 2022: Auftritt bei «Nuhr im Ersten» in der ARD[26]

## Bühnenprogramme
- 2014: Schwarz-Schweiz[27]
- 2017: Helvetia’s Secret[28]
- 2021: R.E.S.P.E.C.T.[29]
- 2025: TIMING[30]

## Auszeichnungen
- 2014: Swiss Comedy Award Solo[31]
- 2014: Swiss Comedy Award Publikumspreis[32]
- 2022: Swiss Comedy Award Solo für sein Programm »R.E.S.P.E.C.T.«[33]
- 2022: Swiss Diversity Award[34]
- 2023: Prix Walo